# Gedling
Gedling est un village du comté de Nottinghamshire, Angleterre, et qui est maintenant intégré à la communauté urbaine du grand Nottingham. Sa population est de 6 817 habitants et 113 543 (district) (2011).

## Jumelage
- Vandœuvre-lès-Nancy (France)